# Fédération mondiale de voile
La fédération mondiale de voile (officiellement en anglais, World Sailing) est l'organisme international qui régit le sport nautique de compétition à voile basé à Southampton dans le sud de l'Angleterre.
Il s'appelait International Yacht Racing Union (IYRU) jusqu'en 1996 puis International Sailing Federation : ISAF jusqu'au 14 novembre 2015.

## Historique
Fondée à Paris en octobre 1907, l'IYRU International Yacht Racing Union, a changé de nom le 5 août 1996, pour devenir l'International Sailing Federation (ISAF).
Depuis sa création cette fédération a mis au point des règlements et des systèmes de mesure, ou jauges, appliquées mondialement pour toutes les compétitions de voile.
Le 1er juin 1868, le Royal Victoria Yacht Club de Grande-Bretagne organise un congrès qui se tient en présence de 23 représentants de 14 clubs de voile. Après avoir rédigé une critique sévère des règlements des yacht clubs, le congrès, à l'issue d'une nouvelle réunion tenue le 4 mars 1869 publie dans la presse nautique un projet de règles de course, critiqué et abandonné.
En juin 1906, à Londres, une jauge internationale, résultat d'une conférence des pays européens, est enfin adoptée. Il s'agit de la Metre Rule, encore utilisée comme règle de classe pour les bateaux 12M JI, ou 12 Metre, les 8 Metre, 6 Metre et tous les autres voiliers de type JI (pour jauge internationale, ou Metre ou encore mR) , comme le 5.5 Metre ou le 2.4mR.
Les représentants européens présents fondent IYRU.
Après une réunion en 1929 avec les représentants du North American Yacht Racing Union, ce n'est qu'en 1960 qu'une unification de règles de jauge est adoptée.
Six présidents se sont succédé depuis 1946 à l'ISAF/IYRU,  après les chairmen qui officiaient les réunions précédentes. Göran Petersson (SWE) est président de l'ISAF de 2004 à 2013. Depuis début 2013, l'Italien Carlo Croce dirige la fédération. 

## Le rôle de l'ISAF
L'ISAF est reconnue par le comité international olympique (CIO), comme étant l'autorité dirigeant la voile mondiale et gère la voile aux Jeux olympiques.
Elle assure la promotion de la voile, par ses cent vingt et une fédérations nationales. Ses responsabilités vont de l'organisation des régates, l'édition de règles de jauge et de course, à la formation des entraîneurs, en passant par l'agrément de séries  internationales (quatre-vingt-sept en 2008) et le classement des sportifs.

## Membres de l'ISAF
Le statut de membre de la Fédération internationale de Voile peut être accordé dans les catégories suivantes :
- Membre à part entière : une autorité nationale (MNA), un organisme national qui régit la voile
- Membre associé : une autorité nationale ayant des pouvoirs réduits
- Les associations de classes de bateaux (série internationale)
- Les systèmes de jauge de course et de calcul de handicap
- Les associations continentales
- Les membres affiliés (organisations internationales indépendantes)

Début 2018, la WS dénombrait 146 nations affiliées.
| Afrique | Amériques | Asie | Europe | Océanie |
| --- | --- | --- | --- | --- |
| - Algérie - Angola - Botswana - Djibouti - Égypte - Kenya - Libye - Madagascar - Maurice - Maroc - Mozambique - Namibie - Nigeria - Sénégal - Seychelles - Afrique du Sud - Soudan - Tanzanie - Tunisie - Ouganda - Zimbabwe | Amérique du Nord et Caraïbes - Antigua-et-Barbuda - Aruba - Bahamas - Barbade - Bermudes - Îles Vierges britanniques - Canada - Îles Caïmans - Cuba - République dominicaine - Salvador - Grenade - Guatemala - Jamaïque - Antilles néerlandaises - Montserratassoc. - Porto Rico - Saint-Christophe-et-Niévès - Sainte-Lucie - Trinité-et-Tobago - Îles Turques-et-Caïquesassoc. - Îles Vierges des États-Unis - États-Unis Amérique centrale et du Sud - Argentine - Belize - Brésil - Chili - Colombie - Équateur - Mexique - Panama - Paraguay - Pérou - Uruguay - Venezuela | - Azerbaïdjan - Bahreïn - Chine - Chinese Taipei - Hong Kong - Inde - Indonésie - Iran - Japon - Kazakhstan - Corée du Sud - Corée du Nord - Koweït - Kirghizistan - Liban - Macaoassoc. - Malaisie - Birmanie - Oman - Pakistan - Palestine - Philippines - Qatar - Arabie saoudite - Singapour - Sri Lanka - Thaïlande - Émirats arabes unis - Viêt Nam | - Andorre - Arménie - Autriche - Biélorussie - Belgique - Bulgarie - Croatie - Chypre - République tchèque - Danemark - Estonie - Finlande - France - Macédoine - Géorgie - Allemagne - Grande-Bretagne - Grèce - Hongrie - Islande - Irlande - Israël - Italie - Kosovo - Lettonie - Liechtenstein - Lituanie - Luxembourg - Malte - Moldavie - Monaco - Monténégro - Pays-Bas - Norvège - Pologne - Portugal - Roumanie - Russie - Saint-Marin - Serbie - Slovaquie - Slovénie - Espagne - Suède - Suisse - Turquie - Ukraine | - Samoa américaines - Australie - Îles Cook - Fidji - Guam - Nouvelle-Zélande - Papouasie-Nouvelle-Guinée - Samoa - Salomon - Polynésie française - Vanuatu |

## Voile radiocommandée
L'ISAF a comme membre affilié la Radio Sailing Federation, pour la voile radiocommandée. (Voir Modélisme naval#Modélisme naval radiocommandé.)

## Voile handisport
L'IFDS, International association For Disabled Sailing s'occupe de la voile handisport. 

## Classements mondiaux
| 470 Messieurs (au 6 février 2019) |      |                        |                              |        |
| #                                 | Pays | Marin                  | Équipier                     | Points |
| 1                                 |      | Mathew Belcher         | William Ryan                 | 988    |
| 2                                 |      | Anton Dahlberg         | Fredrik Bergström            | 978    |
| 3                                 |      | Jordi Xammar Hernandez | Nicolás Rodríguez García-Paz | 909    |
| 4                                 |      | Stuart Mcnay           | David Hughes (en)            | 907    |
| 5                                 |      | Keiju Okada            | Jumpei Hokazono              | 895    |
| 6                                 |      | Tetsuya Isozaki        | Akira Takayanagi             | 892    |
| 7                                 |      | Kevin Peponnet         | Jérémie Mion                 | 890    |
| 8                                 |      | Giacomo Ferrari        | Giulio Calabrò               | 856    |
| 9                                 |      | Hippolyte Machetti     | Sidoine Dantes               | 837    |
| 10                                |      | Zangjun Xu             | Chao Wang                    | 833    |

| 470 Dames (au 6 février 2019) |      |                              |                                     |        |
| #                             | Pays | Marin                        | Équipière                           | Points |
| 1                             |      | Ai Kondo Yoshida             | Miho Yoshioka                       | 939    |
| 2                             |      | Silvia Mas Depares           | Patricia Cantero Reina              | 931    |
| 3                             |      | Tina Mrak                    | Veronika Macarol                    | 887    |
| 4                             |      | Hannah Mills                 | Eilidh McIntyre                     | 878    |
| 5                             |      | Frederike Loewe              | Anna Markfort                       | 871    |
| 6                             |      | Afrodite Zegers              | Lobke Berkhout ou Anneloes van Veen | 857    |
| 7                             |      | Mengxi Wei                   | Haiyan Gao ou Ping Zhang            | 852    |
| 8                             |      | Bàrbara Cornudella Ravetllat | Sara López Ravetllat                | 820    |
| 9                             |      | Fernanda Oliveira            | Ana Luiza Barbachan                 | 784    |
| 10                            |      | Camille Lecointre            | Aloise Retornaz                     | 781    |

| 49er Messieurs (au 24 avril 2019) |      |                       |                              |        |
| #                                 | Pays | Marin                 | Équipier                     | Points |
| 1                                 |      | Dylan Fletcher-Scott  | Stuart Bithell               | 955    |
| 2                                 |      | David Gilmour         | Lachy Gilmour ou Joel Turner | 917    |
| 3                                 |      | Lukasz Przybytek      | Pawel Kolodzinski            | 916    |
| 4                                 |      | James Peters          | Fynn Sterritt                | 912    |
| 5                                 |      | Logan Dunning Beck    | Oscar Gunn                   | 909    |
| 6                                 |      | Diego Botín le Chever | Iago López Marra             | 882    |
| 7                                 |      | Justus Schmidt        | Max Boehme                   | 880    |
| 8                                 |      | Benjamin Bildstein    | David Hussl                  | 877    |
| 9                                 |      | Sime Fantela          | Mihovil Fantela              | 876    |
| 10                                |      | Tim Fischer           | Fabian Graf                  | 873    |